# مارتن بروفوست
مارتن بروفوست (بالفرنسية: Martin Provost )‏
```
(و. 
1957  
م
) هو 
مخرج أفلام
، 
وكاتب سيناريو
، 
وكاتب للأطفال
، وممثل أفلام فرنسي، ولد في 
بريست
.
```

## التعليم
تعلم في مدرسة رينيه سيمون للفنون الدرامية ‏.

## وصلات خارجية
- مارتن بروفوست على موقع IMDb (الإنجليزية)
- مارتن بروفوست على موقع ألو سيني (الفرنسية)
- مارتن بروفوست على موقع أول موفي (الإنجليزية)
- مارتن بروفوست على موقع قاعدة بيانات الأفلام السويدية (السويدية)
- مارتن بروفوست على موقع قاعدة بيانات الفيلم (الإنجليزية)
- مارتن بروفوست على موقع كينوبويسك (الروسية)